# Kamatswap
A kamatswap vagy kamatcsere ügylet a derivatív ügyletek (származtatott pénzügyi termékek) egyik legnépszerűbb formája, a magyar forint hazai és külföldi piacain is elterjedten használják.
Fix kamatozású pénzáramlást konvertál változó kamatozásúra, vagy fordítva, illetve lehet különböző piacok változó kamatozású pénzáramlásainak cseréje is. Az angol swap szó jelentése „csere”. A kamatswap angol neve interest rate swap, a termék rövidítése innen IRS.
Az IRS-t az 1980-as évek végétől kezdték el elterjedten alkalmazni a nemzetközi pénzügyi piacokon, éves forgalma az 1990-es 2-3 milliárd dollárról 2002 -re már mintegy 80 milliárd dollárra nőtt.
Az ügylet megkötésének pillanatában a swap értéke 0, a kötvények futamideje alatt azonban az ügyletet kötők várakozása szerint változik. A változó kamatozású oldal vásárlója szerint a névérték és a felhalmozott kamat magasabb lesz, mint a fix kamatozású oldal fogadója remélte névérték és kamat. A kettő különbségéből adódik a swapügylet értéke.
A piaci résztvevőket a spekuláció, a különböző piacok közti arbitrázs, más pozíciók fedezése (hedge) indíthatja kamatswap ügylet megkötésére, de a motiváció adósságkezelési költségmegtakarítás is lehet, illetve az adósságállomány optimális lejárati szerkezetének kialakítása.
A kamatswap egyik oldalán álló, változó kamatfizetési kötelezettséget vállaló fél (angol szakkifejezéssel a „receiver” vagy „seller”) általában arra számít, hogy nagyobb hozamcsökkenés következik be, mint amit az adott értékpapírok piaci hozamgörbéje beárazott. A másik oldalon álló, fix kamatfizetést vállaló fél (a „payer” vagy „buyer”) a beárazottnál kisebb hozamcsökkenésre, netán nagyobb hozamemelkedésre számít.

## Kockázatok
- Báziskockázat: a piaci hozamok (hozamgörbe) alakulása. A hozam emelkedése esetén a fix kamatozást fizető nyer, csökkenése esetén a változó kamatozásút fizető.
- Partnerkockázat: az ügylet másik oldalán álló esetleg nem fizet. A kamatswap esetében ez a kockázat a tőkeügyletekhez mérten alacsony, mivel tőkeösszegek a kamatswapügyletben nem forognak, csak a kamattételek mérlege a tét.

## Külső hivatkozások
- Farkas Richárd, Mosolygó Zsuzsa, Páles Judit: A kamatswap-piac hazai perspektívái adósságkezelési megközelítésből (Államadósságkezelő Központ tanulmány)